# Эскрен
Эскрен (фр. Escrennes) — муниципалитет во французском департаменте Луаре, в регионе Центр. Население — 686 (2008).
Расстояние до Парижа — 85 км, до Орлеана — 34 км.

## Известные уроженцы
- Луи Буссенар — французский писатель.